# Tigon
En tigon er en blanding (en hybridkat) mellem en hunløve og en hantiger.
En tigon bliver ofte forvekslet med en liger, der er det modsatte af en tigon nemlig en blanding mellem en hanløve og en huntiger.
Tigoner er ikke lige så udbredte som dens modpart, liger, men i løbet af det seneste århundrede, er der fremkommet flere og flere tigoner.